# Shandao-Pagode des Xiangji-Tempels
Die Shandao-Pagode des Xiangji-Tempels (chinesisch 香积寺善导塔, Pinyin Xiāngjī sì shàndǎo tǎ, englisch Shan Dao Pagoda at Xiangji Temple) ist eine Pagode im Stadtbezirk Chang’an von Xi’an, der Hauptstadt der chinesischen Provinz Shaanxi. Sie liegt ca. 17 km südwestlich von Xi’an. Die Pagode stammt aus dem Jahr 680 der Zeit der Tang-Dynastie. Es ist eine Miyan-Stil-Ziegelpagode. Sie ist 33 m hoch. Von ihren ursprünglich dreizehn Geschossen sind heute nur noch elf übrig. Es handelt sich nicht um die Grabpagode Shendaos.
Shandao (jap. Zendō, 613–681) war ein buddhistischer Mönch der Zeit der Tang-Dynastie und Patriarch der Schule des Reinen Landes (chin. Jingtu zong), die im Xiangji-Tempel entstanden war. Es heißt von Shendao, er habe das Amitabha-Sutra über 100.000 mal kopiert und über 300 Bilder vom Reinen Land gemalt.
Der Xiangji-Tempel wurde 706 von dem Mönch Huaiyun 怀恽 zum Andenken an seinen großen Lehrer erbaut.
Die Shandao-Pagode des Xiangji-Tempels steht seit 2001 auf der Liste der Denkmäler der Volksrepublik China (5-418).